# Света Богородица Кубелидики
„Света Богородица Кубелидики“, известна и като Скутариотиса и Кастриотиса (на гръцки: Παναγία Κουμπελίδικη или Σκουταριώτισσα) е средновековна православна църква в град Костур (Кастория), Егейска Македония, Гърция.

## Местоположение
Църквата е разположена в Акропола на града, близо до крепостната стена.

## История
Според повечето изследователи – Габриел Миле, Анастасиос Орландос, Стилянос Пелеканидис, Питър Мегау, Рихард Краутхаймер, датира приблизително от X – XI век, на базата на сравнение с храмовете в Несебър и Епир. Някои учени предлагат по-ранна дата - IX век.
Името Кубелидики, тоест Куполна (от турското кубе, купол) храмът получава в османско време. Първоначалното име е Скутариотиса, което е отбелязано в надпис в основата на купола:
| „ | …ΥΠΕΡΑΓΙΑΣ ΘΕΟΤΟΚΟΥ ΤΗΣ ΕΠΟΝΟΜΑΖΟΜΕΝΗΣ ΣΚΟΥΤΑΡΙΩΤΙΣΣΑΣ… ΕΚΕΝΟΥΡΓΗΘΗ Ο ΘΕΙΟΣ ΚΑΙ ΠΑΝΣΕΠΤΟΣ ΝΑΟΣ ΤΗΣ ΚΑΙ ΑΚΑΤΑΜΑΧΗΤΟΥ ΔΙΑ ΣΥΝΔΡΟΜΗΣ ΚΟΠΟΥ ΚΑΙ ΕΞΟΔΟΥ ΤΟΥ ΠΑΝΕΥΓΕΝΕΣΤΑΤΟΥ… на Пресвета Богородица, наречена Скутариотиса… Обнови се Божият и Пресвят и Непобеден Храм с приноса на труда и разходите на най-благочестивия… | “ |

Прилагателното Ακαταμάχητος, тоест Непобедена, препраща към крепостта в която се намира храмът. Също с крепостта е свързано и името Καστριώτισσα, тоест Крепостна, от κάστρο, крепост.
В 1924 година църквата е обявена за паметник на културата.

## Архитектура
Църквата е малък правоъгълен храм с купол на четири арки между централния наос и три полукръгли конхи. На запад има тесен, по-голям на ширина, отколкото на дължина притвор с полукръгъл свод, а след него и външен притвор, добавен по-късно в края на XV век, чийто свод е разрушен и впоследствие заменен с двускатен покрив. Входът на храма е от запад. Голяма част от купола е разрушена по време на италианска бомбардировка в 1940 година, но е възстановена в 1949 година. Той има забележителна керамична декорация.
„Света Богородица Кубелидики“ е единствената триконхална църква, запазена до днес в района като декоративните тухлени елементи в нея наподобяват тези от „Свети Архангели Гимназиални“. Никола Мавродинов свързва стила на църквата с този на костурската базилика „Свети Стефан“ и особено със „Свети Герман“ в преспанското село Герман, тъй като за разлика от други костурски църкви, тази група няма външна украса от псевдоконструктивни ниши. И при трите църкви прозорчетата в купола са украсени с широки страници и архиволти, заобиколени с корниз от „вълчи зъби“. Храмът се отличава със забележителна архитектурна и декоративна хармония.

## Стенописи
Стенописите, макар и разрушени на места, покриват изцяло вътрешните стени и западната стена отвън и са от няколко слоя – от XIII до XVII век.

### 1260 - 1280 г.
Най-старите стенописи в наоса са от периода 1260 – 1280 година и са силно повредени от бомбардировките в 1940 година. Забележителни от този период са сцените Успение Богородично на западната стена и Новозаветната Света Троица в полукръглия свод на вътрешния притвор. Стенописите се отличават с изискани цветове и хармонични съчетания, единно зелено предаване на лицето и пластичност на облеклото, което добавя обем на фигурите. Този стил е типичен за константинополските ателиета.

### 1495/1496 г.
Значително по-добре са запазени са стенописите от XIV, XV и XVII век, които са както във вътрешността, така и по външната фасада на храма.
От 1495/1496 година са стенописите на западната фасада на църквата, фрагментът в долната зона на северната стена на притвора с допоясно изображение на Свети Николай и фигурата на Свети Мина на кон на северната стена на втория притвор.
Стенописите на западната фасада са силно избледнели особено в долната зона. На-отгоре на фасадата е развита композицията Дейсис (край на XIV век). Под нея са сцени от житието на Свети Йоан Кръстител - Свети Йоан пред Ирод, Секновение, Танцът на Саломе и Пирът на Ирод. Най-впечатляващата сцена е Танцът на Саломе (1496). Под него има по-стар слой от края на XIV век с изображение на молитва.
В първата зона на фасадата, в отделни рамки са изобразени Пророк Илия хранен от гарвана и Богородица Страстна северно от входа, както и Свети Йоан Кръстител южно от входа, и по-късно изписаната Света Петка. От тези изображения са останали само силуети, но са запазени на фотографии.

#### Идентификация на зографското ателие
Живописта от 1495/1496 година в църквата принадлежи към зрелия период от развитието на Костурската художествена школа през 90-те години на XV век. Дело на костурски зографи от същия период са фрагментът в църквата „Свети Николай Теологинин“ в Костур (края на XV век), стенописите в Погановския манастир (1499) и част от живописта в „Света Петка“ в Брайчино (края на XV век). Стенописите от западната фасада на „Света Богородица Кубелидики“ обаче имат най-близък паралел в по-голямата част от живописта в притвора на стария католикон „Свети Георги“ на Кремиковския манастир (1493). И в двете църкви присъства изображение на Свети Йоан Кръстител без крила и със свитък, което и рядък иконографски вариант.